# Franciszek Paśniczek
Franciszek Paśniczek (ur. 23 sierpnia 1889 w Garwolinie, zm. 5 listopada 1955 tamże) – polski pedagog, działacz społeczny. Sprawiedliwy wśród Narodów Świata.

## Życiorys
Urodził się w rodzinie Józefa i Pauliny z Brzostowskich. Siostrzeniec Wincentego Brzostowskiego, działacza niepodległościowego i wójta Łaskarzewa.  Kształcił się w gimnazjum, a następnie w Konserwatorium Muzycznym w Warszawie (ukończył je w 1912). Za czasów szkolnych działał w PPS w Garwolinie i w Warszawie. Od 1912 do 1914 prowadził w Warszawie Orkiestrę Symfoniczną Towarzystwa Muzycznego Orpheon. 
Od 1915 do 1918 działał w POW (ps. „Ksawery Brzostowski”), był komendantem Obwodu. Od 1918 do 1922 służył w 9 pułku artylerii polowej, przemianowanym później na 3 pułk artylerii polowej Legionów. Oficer rezerwy Wojska Polskiego.
Po 1922 prezes Zarządu Powiatowego Związku Peowiaków w Garwolinie, nauczyciel gimnazjum w Wieluniu i szkoły powszechnej. Kierował chórem Świt w Garwolinie, który na początku 1932 połączył się z miejscowym Kołem Teatralnym, tworząc Towarzystwo Teatralne Świt (Paśniczek wszedł wówczas w skład zarządu Towarzystwa). W latach 1931–1933 kierował również chórem żołnierskim 1 pułku strzelców konnych. Był wydawcą i pierwszym redaktorem naczelnym (drugie półrocze 1934) Gazety Powszechnej Garwolińskiej. We wrześniu 1934 został wiceburmistrzem, a wkrótce później (11 grudnia 1934) burmistrzem Garwolina i funkcję tę pełnił do 1939. Za jego urzędowania, m.in.: oddano do użytku rzeźnię, rozbudowano plac targowy, założono ogródki działkowe. 
W październiku 1939 został komendantem KOP Obwodu Garwolin (ps. Lelewel), wkrótce później objął kierownictwo Sekretariatu Wydziału Organizacyjnego Komendy Głównej KOP. W Garwolinie Paśniczek utworzył Komitet Pomocy Żydom, który pomagał żydom z getta w Parysowie. W okresie okupacji opiekował się Alexandrem Lipsztatem (obecnie Olek Netzer), synem miejscowego lekarza wyznania mojżeszowego. W czerwcu 1946 uczestniczył w zebraniu założycielskim Zrzeszenia Wolność i Niezawisłość w Garwolinie. Pośmiertnie wraz z żoną Zofią został odznaczony medalem Sprawiedliwy wśród Narodów Świata (2006).
Po wojnie Zofia Paśniczek prowadziła przydomowy sklepik ze słodyczami. Franciszek, fizycznie i psychicznie wyczerpany, miał z kolei problemy z odnalezieniem się w nowej rzeczywistości. Po chorobie, zmarł w 1955. Zofia przeżyła go o 8 lat.
W 2017 w Garwolinie odsłonięto tablicę pamięci Franciszka Paśniczka
Syn Grzegorz był żołnierzem AK, a następnie w latach 1946–1947 szefem wywiadu i łączności w sztabie Podobwodu WiN Dęby B - Garwolin.

## Ordery i odznaczenia
- Krzyż Niepodległości – 9 listopada 1933 „za pracę w dziele odzyskania niepodległości”[6]
- Krzyż Walecznych[1]
- Medal Dziesięciolecia Odzyskanej Niepodległości[1]
- Medal Pamiątkowy za Wojnę 1918–1921 „Polska Swemu Obrońcy”[1]